# Tasztuj
Tasztuj (ros. Таштуй) – wieś (dieriewnia) w Rosji, w Baszkortostanie, w rejonie abzieliłowskim. W 2010 liczyła 491 mieszkańców.